# 関新平

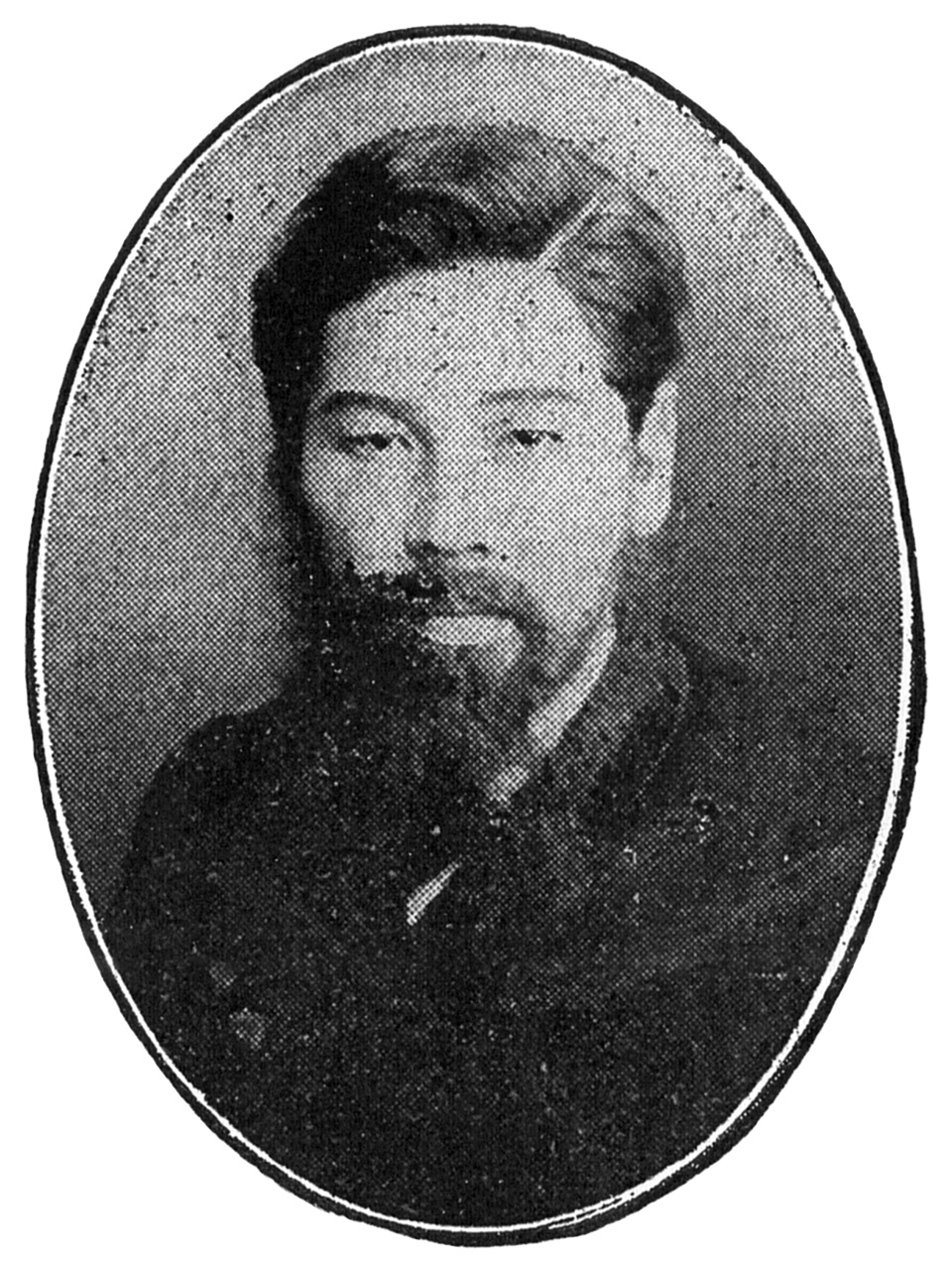
関新平

関 新平（せき しんぺい、1842年（天保13年11月） - 1887年（明治20年）3月7日）は、佐賀藩士関迂翁の次男で明治期の政治家である。関清英は弟で、妻は江木和気子、娘は関悦子（医師関場不二彦と結婚後離縁し、江木鰐水の子で新橋江木写真館創設者の江木保男と再婚）、関藤子、江木ませ子（江木保男と先妻の子・江木定男と結婚）、大正三美人として知られる江木欣々は女中の藤谷花子との間の娘である。

## 経歴
戊辰戦争では奥州鎮府総督使役となり、会津戦争に参加。明治5年（1872年）10月4日茨城県権参事。翌年同県権参事、明治8年（1875年）6月30日六等判事として裁判官となる。7月東京裁判所詰、明治9年（1876年）浦和裁判所長、明治10年（1877年）熊谷裁判所長、明治12年（1879年）大審院詰判事となる。翌明治13年（1880年）3月8日愛媛県令となる。明治19年（1886年）7月19日愛媛県知事、明治20年（1887年）3月7日愛媛県知事在任中に死去。

## 栄典
- 1886年（明治19年）11月16日 - 正五位[3]